# 골레스탄주

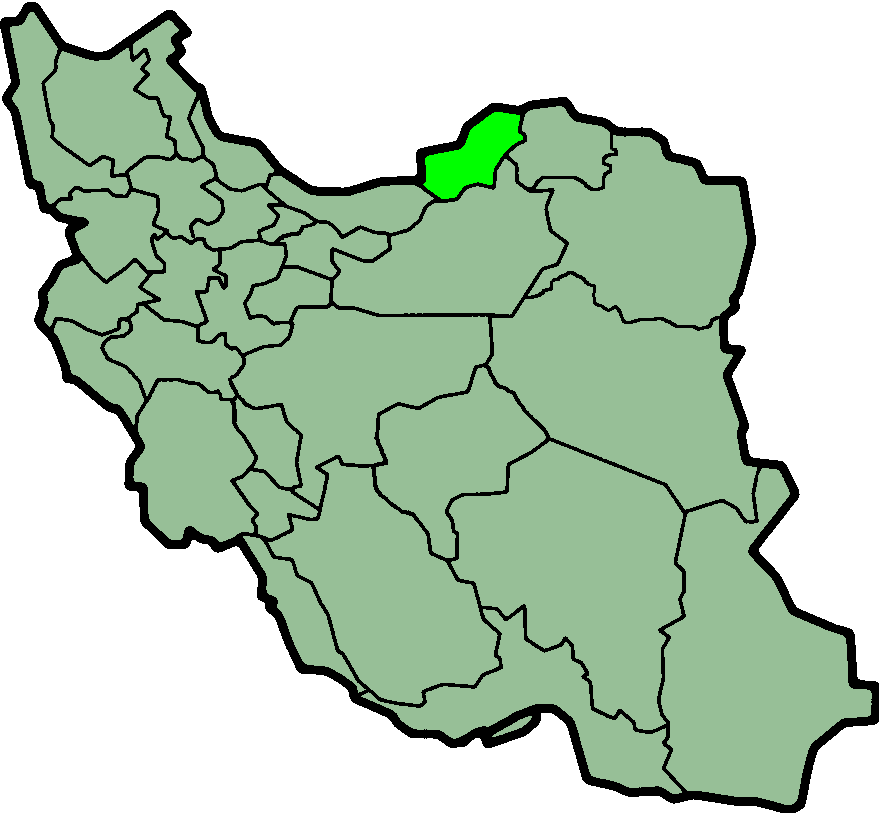
골레스탄주

골레스탄주(페르시아어: گلستان)는 이란을 구성하는 31개 주 가운데 하나로, 이란 북동부와 카스피해 남쪽에 위치하고 있다. 주도는 고르간이며 인구는 1,617,087명(2006년 기준), 면적은 20,367km2이다.
골레스탄주는 1997년 마잔다란주에서 분리되었으며 현재의 고르간은 1937년까지 에스테라바 또는 아스타라바드라 불렸다. 골레스탄주의 주요 도시로 반다르토르카만, 반다르가즈, 알리아바드, 코르드쿠이, 고르간, 곤바드카부스, 펜데레스크와 미누다슈트가 있다.